# Robert Grohmann
Robert Grohmann (* 15. April 1854 in Würbenthal; † 26. November 1907 Gasteig (Kirchdorf) bei St. Johann) war ein österreichischer Industrieller.

## Leben
Robert Grohmann war der älteste Sohn des österreichischen Industriellen Adolf Grohmann. Er studierte am Polytechnikum Aachen Ingenieurwissenschaften. 1873 wurde er hier beim Corps Rhenania recipiert. 1884 trat er als Gesellschafter in das väterliche Unternehmen ein. Sein Vater hatte 1867 in Würbenthal eine Fabrik zur Weiterverarbeitung von Walzdraht gegründet. Durch Einführung verschiedener technischer Neuerungen entwickelte Robert Grohmann das Unternehmen entscheidend weiter. 1896 wurde auf seine Initiative hin die schlesischen Drahtziehereien, Ketten- und Drahtziehfabriken durch Gründung der Mährisch-schlesischen A.G. für Drahtindustrie, der späteren Kabel- und Drahtindustrie Oderberg, vereinigt. Unter seiner Führung nahm die Firma Adolf Grohmann & Sohn die Produktion von Drahtzäunen, Kleinmetallwaren und Stahlwaren auf.
Die Firma wurde nach dem Tode von Robert Grohmann von zwei weiteren Familiengenerationen bis zur Enteignung durch den tschechischen Staat im Jahre 1945 weitergeführt. Sein Enkel Lothar Grohmann begründete nach der Vertreibung die Firma Adolf Grohmann & Sohn in Bielstein wieder.
Robert Grohmann war ein Vetter von Emil Grohmann.

## Auszeichnungen
- Robert Grohmann trug den Ehrentitel Kommerzienrat.
- Das Corps Rhenania ZAB ernannte ihn zum Ehrenburschen (EB).
- Ehrenbürger von Alt-Oderberg und Pudlau, 1906.[1]